# Ле Дих Тхо
Ле Дик Тхо (в'єт. Lê Ðức Thọ, справжнє ім'я Фан Дінь Кхай, в'єт. Phan Đình Khải; 1911 — 13 жовтня 1990) — в'єтнамський політик та дипломат, лауреат Нобелівської премії миру в 1973 році, разом із тодішнім Державним секретарем США Генрі Кіссинджером, від якої відмовився.

## Біографія
Ле Дик Тхо, справжнє ім'я якого, за деякими джерелами, Фан Дінь Кхай, народився в 1911 в провінції Намке на півночі В'єтнаму, який на той час був частиною Французького Індокитаю. Його батько служив у колоніальній адміністрації, тому Дик Тхо зумів отримати хорошу освіту.
Ще зовсім з юних років, із 1928, він приєднався до руху революційної молоді В'єтнаму проти французьких колонізаторів, був одним із організаторів спротиву колонізаторам.
Із 1930 став членом організованої Хо Ші Міном Комуністичної партії Індокитаю. У цьому ж році його заарештували, та засудили до тюремного ув'язнення на острові-в'язниці Пуло-Кондор.
У 1936 вийшов із в'язниці, після чого працював у комуністичному інформаційному агентстві.
Відомості про діяльність Ле Дик Тхо під час Другої світової війни суперечливі, за одними даними він знаходився в ув'язненні на півночі країни, за іншими даними, він виїхав до Китаю та брав участь у створенні В'єтміня. У кінці війни Ле Дик Тхо займав кілька ключових посад у Компартії Індокитаю.
Після закінчення війни Хо Ші Мін проголосив незалежність В'єтнаму, та став президентом країни, а Ле Дик Тхо увійшов до складу уряду.
У 1946 Франція спробувала відновити контроль над В'єтнамом, що призвело до початку визвольної війни проти французьких колонізаторів, яка призвела до поразки французьких експедиційних сил при Дьєнб'єнфу, визнанням Францією незалежності Північного В'єтнаму, та розділення В'єтнаму на дві частини — північну комуністичну і південну капіталістичну. Після початку визвольної війни Ле Дик Тхо перебував на півдні країни, де координував революційну діяльність. Після закінчення визвольної війни він повернувся до Ханоя, де увійшов до складу Політбюро Партії Трудящих В'єтнаму, а в 1960 став секретарем ЦК партії.
Після поділу В'єтнаму в південній його частині, яка пішла шляхом капіталістичного розвитку, прихильники об'єднання країни, які утворили рух В'єтконг, розпочали партизанську війну проти уряду Південного В'єтнаму після того, як керівники Півдня відмовились проводити загальні вибори в країні, що були заплановані на 1956 згідно Женевських угод, за якими Франція визнавала незалежність В'єтнаму, та закріплювався поділ країни на південну і північну частини. Ле Дик Тхо був прибічником втручання Північного В'єтнаму у справи Півдня та якнайскорішого об'єднання країни під проводом комуністів, та займав досить жорстку позицію з цього питання. Після початку партизанського руху на Півдні керівництво США вирішило надати уряду Південного В'єтнаму значну військову та економічну допомогу, що призвело до початку війни у В'єтнамі. Проте війна затягнулась надовго, та стала вкрай непопулярною в США, що примусило американський уряд розпочати мирні переговори із повстанцями та представниками Північного В'єтнаму. Ле Дик Тхо став фактичним головою північнов'єтнамської делегації, а делегацію США очолив Державний секретар США Генрі Кіссинджер. За свідченнями очевидців, позиція Ле Дик Тхо на переговорах була досить жорсткою та непоступливою, хоча за необхідності він міг зробити й відповідний дипломатичний маневр. Переговори тривали майже чотири роки, та завершились підписанням угод 27 січня 1973, за якими американські війська виводились із В'єтнаму, а північнов'єтнамські війська та партизани на Півдні припиняли наступ на Сайгон. За підписання цих угод в'єтнамському політику разом із Кіссинджером у цьому році була присуджена Нобелівська премія миру. Проте присудження цієї премії сторонам в'єтнамського конфлікту призвело до критики самого Нобелівського комітету, у результаті чого два члени комітету подали у відставку. Сам же Ле Дик Тхо відмовився від премії, оскільки, за його словами, ці перемовини та підписання угод не призвели до закінчення війни. Сама ж В'єтнамська війна закінчилась у 1975 падінням режиму Нго Дінь З'єма, та об'єднанням наступного року В'єтнаму в одну державу із комуністичним урядом. Після об'єднання країни Ле Дик Тхо зберіг за собою місце в Політбюро В'єтнамської комуністичної партії. Є свідчення, що Ле дик Тхо керував введенням в'єтнамських військ до Камбоджі, що призвело до падіння режиму «червоних кхмерів» та створення Народної Республіки Кампучії. Пізніше місця у вищому керівництві країни отримали також два рідні брати Ле Дик Тхо та двоюрідний брат, що призвело до звинувачень Ле в непотизмі, і в 1986 році з'явилось повідомлення, що він звільнений з усіх посад та відправлений на пенсію.
Про подальше життя Ле Дик Тхо відомо мало. У жовтні 1990 повідомлено, що Ле Дик Тхо помер у військовому шпиталі в Ханої від раку.

## Особисте життя
Згідно частини джерел, Ле Дик Тхо був двічі одружений.

## Нагороди та премії
Окрім Нобелівської премії миру, Ле Дик Тхо нагороджений вищої нагородою В'єтнаму — Орденом Золотої Зірки.